# Kurbelwellenlager

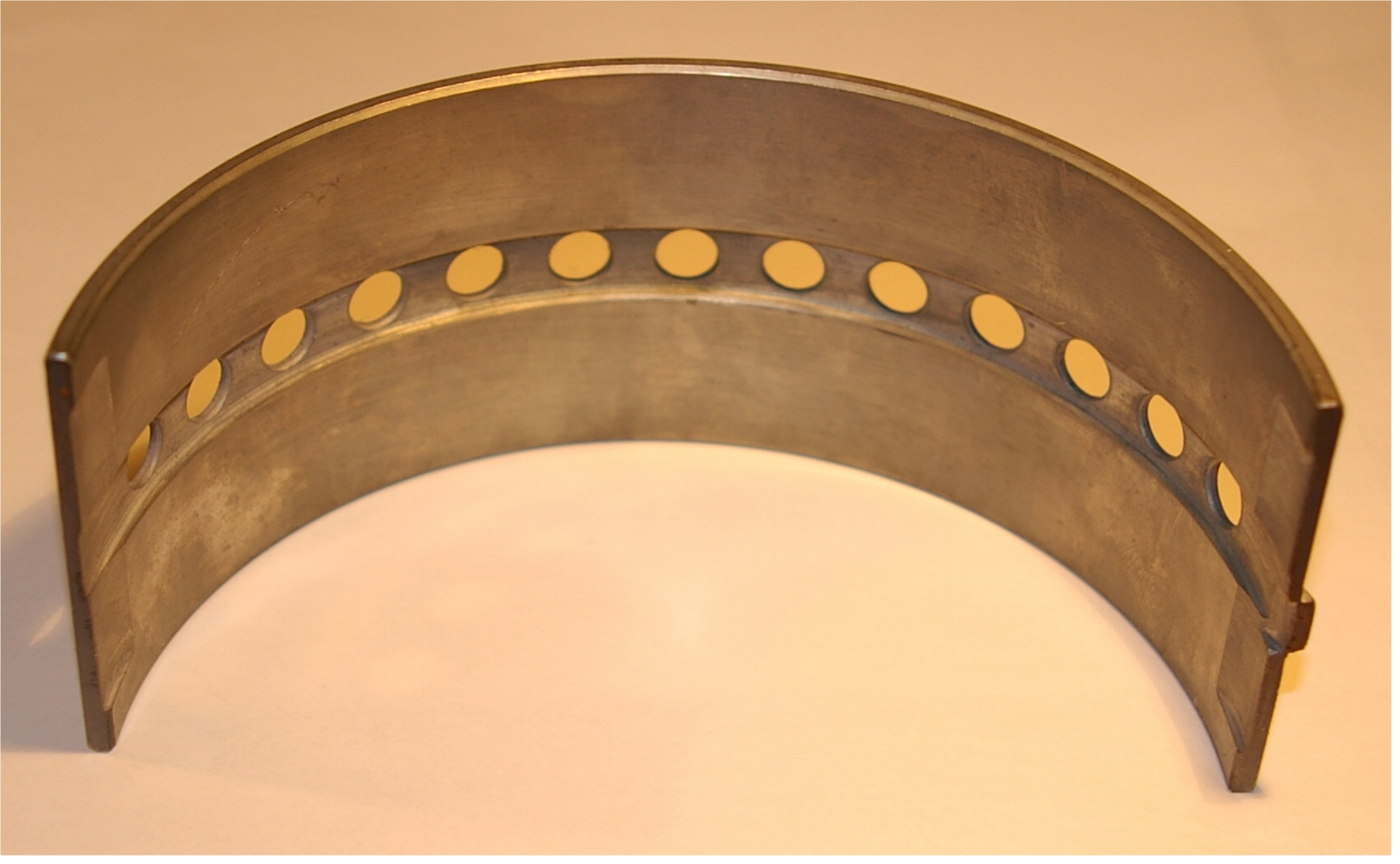
Gleitlagerschale für eine Schiffsdiesel-Kurbelwelle

Ein Kurbelwellenlager ist ein spezialisiertes Lager zur Aufnahme der Kurbelwelle im Motorblock von Verbrennungsmotoren und Kolbenverdichtern.
Kurbelwellen von Kraftfahrzeug-Motoren werden (ebenso wie Nockenwellen) meist als Gleitlager mit hydrodynamischer Schmierung ausgeführt. Sie enthalten Öffnungen zum Eintritt des von der Ölpumpe zwangsweise zugeführten Motoröls. Innerhalb des Gleitlagers baut sich durch die Reibungs-Mitnahme des Öls an der Kurbelwellen-Lagerstelle ein keilförmiger Druckfilm auf, der so ausgelegt ist, dass möglichst kein metallischer Kontakt der Kurbelwelle zum Gleitlager entsteht. Bei Fahrzeugmotoren deren Ölpumpe von der Motordrehzahl abhängt, lässt sich beim Start eine verschleißtreibende Mischreibung nicht ganz vermeiden. Bei Schiffsmotoren werden Ölpumpen mit eigenem Antrieb eingesetzt, die mit Vorlauf gestartet werden, um ein mischreibungsfreies Anlaufen der Kurbelwelle durch ein hydrostatisches Abheben von den Lagern zu erreichen. 
Kurbelwellen mit Kugellager bzw. Rollenlager werden bei einfachen Modellbau-Verbrennungsmotoren, bei Zweitaktern von Mofas, bei Viertaktern von Rollern und Motorrädern und einigen Automobilmotoren eingesetzt.